# 上杰罗拉
上杰罗拉（義大利語：Gerola Alta）是意大利松德里奥省的一个市镇。总面积38平方公里，人口210人，人口密度5.5人/平方公里（2009年）。国家统计（ISTAT）代码为014031。